# Espantapájaros (película)
Espantapájaros (en inglés, Scarecrow) es una road movie estadounidense de 1973 dirigida por Jerry Schatzberg y protagonizada por Gene Hackman y Al Pacino. La historia gira en torno a la relación entre dos vagabundos que viajan desde California con la intención de iniciar un negocio en Pittsburgh.
La película ganó el Grand Prix del Festival Internacional del Cine en el Festival de Cannes de 1973, el premio más importante del festival. Aunque sus resultados comerciales no fueron buenos, posteriormente se iba a transformar en una película de culto.

## Trama
Dos vagabundos, Max Millan, un ex convicto de mal genio, y Francis Lionel «Lion» Delbuchi, un ex-marinero infantil, se conocen en una carretera de California y se ponen de acuerdo para abrir un negocio de lavado de automóviles una vez que lleguen a Pittsburgh. Lion se dirige a Detroit para conocer a su hijo y reconciliarse con la madre de este, Annie, a quien le había estado enviando todo el dinero que ganaba mientras estaba navegando. Max acepta hacer un desvío camino a Pittsburgh, donde se encuentra el banco al que le ha estado enviando todo su capital inicial.
Mientras visitaban a la hermana de Max en Denver, las payasadas de ambos los llevan a una prisión ubicada en una granja durante un mes. Max culpa a Lion por haber sido enviado de vuelta a la cárcel y lo ignora. Lion se hace amigo de un poderoso preso llamado Riley, quien más tarde intenta agredirlo sexualmente y, aunque no lo logra, lo golpea y lo traumatiza emocionalmente. Max reaviva su amistad con Lion y se convierte en su protector, más tarde vengándose de Riley. Después de ser liberados de la prisión, los dos continúan teniendo un profundo efecto el uno en el otro, aunque ambos han experimentado transformaciones personales y sus roles han cambiado; Lion está aún traumatizado y ya no tan despreocupado ni haciendo payasadas, mientras que Max ha calmado su agresividad.
Cuando el dúo llega finalmente a Detroit, Lion llama a Annie desde un teléfono público. Annie se ha vuelto a casar y está criando a su hijo de cinco años, todavía está furiosa con Lion por haberla abandonado y le miente diciendo que perdió a su hijo mientras estaba embarazada. Lion está devastado, al igual que Annie cuando cuelga después de escuchar las noticias. Después de colgar el teléfono, actúa muy contento con Max por tener un hijo. Poco después, Lion sufre una crisis mientras jugaba con niños en un parque de la ciudad y luego se vuelve catatónico. Max le promete a Lion, ahora en el hospital, que hará cualquier cosa para ayudarlo, y aborda un tren a Pittsburgh con un boleto de ida y vuelta.

## Reparto
- Gene Hackman - Max Millan
- Al Pacino - Francis Lionel «Lion» Delbuchi
- Eileen Brennan - Darlene
- Dorothy Tristan - Coley, hermana de Max
- Ann Wedgeworth - Frenchy
- Richard Lynch - Riley
- Penelope Allen - Annie Gleason
- Richard Hackman - Mickey Grenwood
- Al Cingolani - Skipper
- Rutanya Alda - Mujer en el campamento

## Producción
Warner Bros. aprobó el proyecto, buscando una película de bajo presupuesto después de que los ejecutivos perdieron la confianza en el éxito de proyectos más grandes. La preferencia del director Jerry Schatzberg para interpretar los papeles de Max y Lion eran Gene Hackman y Al Pacino; Schatzberg ya había trabajado anteriormente con Pacino en The Panic in Needle Park (1971).
Para entender a sus personajes, Pacino y Hackman se disfrazaron y fueron a mendigar a San Francisco. Sin embargo, Pacino, un actor de método, encontró que sus técnicas entraban en conflicto con Hackman, quien guardaba silencio antes de comenzar a filmar, mientras Pacino se metía en el personaje. Aunque Hackman disfrutó la producción, Pacino comentó más tarde: «No fue muy fácil trabajar con Hackman, a quien amo como actor». Varias décadas más tarde, Schatzberg declaró que Pacino y su representante se quejaron de la cantidad de minutos que el actor tenía en pantalla, sin embargo el director se negó a reeditar el metraje. Esto provocó que el dúo no se hablara por casi tres años.

## Recepción
En el Festival Internacional de Cine de Cannes de 1973, la película ganó el equivalente a la Palma de Oro de años posteriores, el Grand Prix del Festival Internacional del Cine, compartido con El equívoco dirigido por Alan Bridges. También ganó el premio a la mejor película no europea en los premios Bodil de 1974. En Estados Unidos, Espantapájaros resultó ser una fracaso de taquilla.
En 1973 Roger Ebert le dio tres estrellas sobre cuatro, comparando la historia con De ratones y hombres y Midnight Cowboy, y elogió las actuaciones de Pacino y Hackman, la escritura y la ambientación. En The New York Times, Vincent Canby llamó a Max y Lion «vagabundos clásicos» y «personajes maravillosamente realizados».
En una reseña tras su reestreno en 2013, Peter Bradshaw de The Guardian describió la película como «una obra maestra despreocupada», y opinó que Hackman y Pacino dan «las actuaciones de sus vidas». En 2023, el sitio Collider incluyó Espantapájaros en el número uno en una lista de las «diez películas de Al Pacino más subestimadas». Peter Biskind, por otro lado, describió la película como de importancia «secundaria» en su libro Easy Riders, Raging Bulls. Espantapájaros tiene un índice de aprobación del 76 % en Rotten Tomatoes, basado en 33 reseñas.
Hacia el año 2012, Espantapájaros era la película con mejores reseñas en la carrera de Schatzberg. Después de volverse una película de culto, Schatzberg contrató a Seth Cohen para escribir una secuela, que se terminó de escribir en 2013. Transcurriría años más tarde, con una reunión entre Max y el ahora trabajador informático Lion, y Lion descubriría que su hijo está vivo. El proyecto no prosperó debido a la falta de interés del estudio y el retiro de Hackman de la actuación.